# Brétigny (Oise)
Brétigny és un municipi francès, situat al departament de l'Oise i a la regió dels Alts de França